# Kanton La Mure
Kanton La Mure (fr. Canton de La Mure) je francouzský kanton v departementu Isère v regionu Rhône-Alpes. Skládá se z 19 obcí.

## Obce kantonu
- Cholonge
- Cognet
- Marcieu
- Mayres-Savel
- Monteynard
- La Motte-d'Aveillans
- La Motte-Saint-Martin
- La Mure
- Nantes-en-Ratier
- Notre-Dame-de-Vaulx
- Pierre-Châtel
- Ponsonnas
- Prunières
- Saint-Arey
- Saint-Honoré
- Saint-Théoffrey
- Sousville
- Susville
- Villard-Saint-Christophe